# سيتزو
سيتزو، (بالإنجليزية: Setzu)‏، هي بلدية، في مقاطعة جنوب سردينيا، في إقليم سردينيا الإيطالي، وتقع على بعد حوالي 60 كم (37 ميل) شمال غرب كالياري، وحوالي 15 كم (9 ميل) شمال سانلوري.

## السكان
في سنة 1861 بلغ عدد السكان 302 نسمة، وتطور العدد ليصل في سنة 2011 لـ 144 نسمة.
يظهر هذا المخطط البياني تطور النمو السكاني لـ سيتزو